# Apodemus semotus
Apodemus semotus (Аподемус тайванський) — вид гризунів роду Apodemus.

## Середовище проживання
Ендемік Тайваню. Живе на висоті від 1800 до 3200 м над рівнем моря. Трапляється в найрізноманітніших середовищах проживання, включаючи луки, широколистяні і хвойні ліси, бамбукові і субальпійські чагарники.

## Звички
Відтворення протягом року, з піками в квітні-травні та вересні-жовтні. Розміри виводку варіюються від двох до шести.

## Загрози та охорона
Немає серйозних загроз для виду. Цей вид присутній у Національному Парку Юй-шань і може бути присутнім в інших охоронних територіях.